# Беатрис от Лотарингия
Беатрис от Лотарингия (на италиански: Beatrice di Lotaringia, Beatrice di Bar; * 1017, † 18 април 1076) е регентка на Маркграфство Тоскана.

## Живот
Произлиза от фамилията на Вигерихидите, дъщеря на херцог Фридрих II от Горна Лотарингия и Матилда, дъщеря на Херман II, херцог на Швабия (Конрадини).
През 1037 г. Беатрис се омъжва за маркграф Бонифаций III (IV) († 6 май 1052) от Дом Каноса, един от най-могъщите благородници в Италия през първата половина на 10 век. След убийството на съпруга ѝ през 1052 г. Беатрис става регентка на дъщеря си Матилда Тосканска в Маркграфството Тоскана през 1052 – 1056 и сърегентка през 1069 – 1076 г.
През пролетта на 1054 г. Беатрис се омъжва за Готфрид Брадатия († 1069), херцог на Долна Лотарингия , който въстава често против императора и е свален от него през 1055 г. Понеже императора не успява да хване херцога, Беатрис и дъщеря ѝ Матилда са арестувани и закарани като заложници в Германия. През 1056 г. двамата се сдобряват и двойката отново получава неговите имоти в Италия.
След смъртта на Готфрид в края на 1069 г. Матилда, вече пораснала жена, получава своето наследство, и прави майка си за сърегентка. През 1076 г. Беатрис умира и е погребана в катедралата на Пиза.

## Деца
Беатрис и Бонифаций имат три деца:
- Фридрих († юли 1055), маркграф на Тоскана 1052 – 1055
- Беатрис († 1053 пр. 17 декември)
- Матилда Велика Графиня (* 1046, † 24 юли 1115) 1053 – 1056 и 1070 – 1115 херцогиня на Тоскана и др.; ∞ I ноември 1069/април 1070, разделена 1071, Готфрид IV Гърбавия, 1065 херцог на Долна Лотарингия, ∞ II 1089, разделена лятото 1095, Велф IV, херцог на Бавария